# Microneta formicaria
Microneta formicaria là một loài nhện trong họ Linyphiidae.
Loài này thuộc chi Microneta. Microneta formicaria được miêu tả năm 1938 bởi Balogh.